# 언더샘플링
신호 처리에서 언더샘플링(undersampling)은 신호를 나이퀴스트율보다 느리게 샘플링하여 에일리어싱이 일어나는 샘플링이다.

## 같이 보기
- 샘플링
  - 오버샘플링
  - 업샘플링
- 샘플링 속도